# Kunstteich Neudorf
Der Kunstteich Neudorf auch Der Neue Teich sowie veraltet auch Neudorfer Kunstteich und Gondelteich ist eine Talsperre im mittleren Unterharz in Neudorf, Sachsen-Anhalt. Der Kunstteich ist Teil des Unterharzer Teich- und Grabensystems.

## Beschreibung
Der Teich wurde 1764 angelegt. Ziel war es, Aufschlagwasser für die Gruben im Pfaffenberger Grubenrevier zur Verfügung zu stellen. Der heute vom TSB betriebene Staudamm wurde als Erdamm mit Kerndichtung erbaut. Die Kronenlänge beträgt 145 m, die Kronenbreite 4 m. Die Böschungsneigung beträgt 1:1,65 (luftseitig) bzw. 1:1,8 (wasserseitig). Die Höhe des Stauziels beträgt 406,19 m, der Gesamtstauraum ca. 1 Mio. m³ und das Einzugsgebiet 1 km². Heute dient der Teich dem Hochwasserschutz und der Naherholung. Die Wasseroberfläche bei Vollstau beträgt 3,8 ha, bis 1892 betrug sie noch 4,2508 ha.
Es gilt als wahrscheinlich, dass im Umkreis des Teichs anstehendes Material als Schüttmaterial verwendet wurde. Der Damm verfügt nicht über eine Drainage, das anfallende Sickerwasser wird in offenen Gerinnen im Dammvorfeld gesammelt. Mangels Messeinrichtungen erfolgt keine Messung des Sickerwassers. Sowohl luft- als auch wasserseitig ist der Damm in erheblichem Maße mit alten Bäumen, vorrangig Eichen und Ahornen, bewachsen. Ein Grundablass existiert nicht mehr. Ursprünglich lag dieser in der Dammmitte. Das aus Eichenholz bestehende Striegelgerinne wurde nach dessen Zusammenbruch mit lehmigen Material verfüllt. Die Rösche zum im Grenztal gelegenen Grenzteich diente bis zum Zusammenbruch des Striegelschachtes als Ersatz-Grundablass. Seitdem wird der Teich ohne Grundablass betrieben. Die Hochwasserentlastungsanlage besteht aus einem Betonrohr DN 300, das in ein offenes Naturgerinne das Wasser abführt. Das Gerinne vereinigt unterhalb des Teichdamms mit dem Wasser aus den Sickerwasser-Gerinnen.
Seit der Sanierung des Dammes ab 2012 wird das Wasser über eine Drainage abgeführt. Zudem wurde der Grundablass wieder hergestellt.
Der Kunstteich Neudorf hat zwei Vorsperren: Neudorfer kleiner Teich 1 und Neudorfer kleiner Teich 2, wobei letztere zwischenzeitlich abgeworfen wurde. aber, wahrscheinlich nach einer Sanierung des Teiches in der DDR, wieder in Betrieb ist.

## Zu- und Abfluss
Ein Zufluss eines Nebenflusses der Schmalen Wipper wird hier aufgestaut. Dieser wird zuerst im Neudorfer Gemeindeteich aufgestaut. Über diesen war der Kunstteich Neudorf an den Neudorfer Graben, Teil des Silberhütter Kunstgrabens angebunden. Der Bach mündet einige hundert Meter unterhalb des Teichs rechtsseitig in einen namenlosen linksseitigen Zufluss der Schmalen Wipper.
An der Südwestseite des Teiches liegt das Mundloch der Abflussrösche der Hilfskunstradstube im Pfaffenberg, die dem Teich Wasser zuführt. Eine Rösche ins Grenztal führte ehemals Wasser ab. Zwischen 1960 und 1970 brach das Striegelgerinne der Rösche ein. Seitdem besteht keine Verbindung zum Grenzteich mehr und der Teich wird nur noch in den zufließenden Bach entwässert.